# Avenida Professor Alfonso Bovero
A Avenida  Professor Alfonso Bovero é uma via da Zona Oeste da cidade de São Paulo, que liga a Avenida Doutor Arnaldo à Avenida Pompeia, situada no bairro Vila Pompeia, distrito de Perdizes. Começando como local da sede da extinta TV Tupi, começou a ser frequentada por personalidades e, posteriormente, alternativos frequentadores dos estúdios da MTV Brasil situada no mesmo local da Tupi. Ao longo do tempo a avenida passou a se adequar às demandas dos moradores resultando na avenida como ela é hoje: um local de serviços dos mais variados que atende à todos os gostos e necessidades.
Seu nome é uma homenagem pela nomeação oficial através do Ato nº 1.291 de 18 de setembro de 1937 ao eminente médico e anatomista Alfonso Bovero, precursor da escola boveriana de Anatomia na então Faculdade de Medicina e Cirurgia de São Paulo, fundada pelo Dr. Arnaldo Vieira de Carvalho, que mais tarde se tornou a Faculdade de Medicina da Universidade de São Paulo. Uma coincidência a ser notada é o fato de que a ligação da Avenida Dr. Arnaldo à Avenida Pompéia, pela Avenida Professor Alfonso Bovero, representa - se assim se pode dizer - um intermédio entre um bairro de forte presença inicial italiana - inclusive hoje tendo em si situado o estádio Allianz Park, antigo Estádio Palestra Itália - à avenida na qual se situa a Faculdade de Medicina da USP. Isso se torna uma coincidência à medida em que o professor ítalo-brasileiro, Alfonso Bovero, teria vindo ministrar suas aulas na Faculdade de Medicina a convite do Dr. Arnaldo.